# 광동축 혼합망
광동축 혼합망(光同軸混合網, Hybrid Fiber Coaxial, HFC)은 전송장비부터 옥내 주변까지 광케이블로 신호가 전달되다가 광분배기(ONU)를 통해 동축 케이블로 바뀌어서 각 옥내로 서비스되는 망이다.

## 등장 배경
처음 등장한 것은 케이블 TV를 서비스를 하기 위해 이 망을 깐 것이 시초다. 그러다 1993년 3월 미국에서 정보고속도로를 국가적 사업으로 추진하겠다는 백서를 발표한 이래로 각 국가에서는 초고속 통신망을 구축에 힘을 쏟기 시작한다. 더불어 1996년 2월에 미국에서는 통신법을 개정해 기존 케이블 TV사업자도 통신서비스를 할 수 있게 되면서 케이블 TV 사업자들은 이 망을 통해 광대역 인터넷 서비스를 시작했다.

## 대한민국 HFC망
대한민국의 HFC망은 대부분 케이블 TV와 광대역 인터넷으로 사용된다. 주로 이 망을 쓰고 있는 후발 업체는 인터넷은 SK브로드밴드와 LG유플러스이고 지역 케이블 방송은 상당 부분의 케이블 TV서비스 사업자가 동축 케이블(HFC) 방식으로 하고 있으며 자체적으로 인터넷 서비스도 하고 있다. 더불어 IPTV도 서비스하고 있다.

## 같이 보기
- 백본망
- 케이블 모뎀
- DOCSIS
- 직교 진폭 변조
- MPEG-2